# Волна (платёжная система)
«Волна» — платёжная система, представленная НСПК в октябре 2024 года и позиционирующаяся как решение для оплаты покупок, совершаемых пользователями смартфонов на платформах Android и iOS и российская замена Google Pay и Apple Pay. Использование технологии предполагает наличие у продавцов новых типов платёжных терминалов, обеспечивающих связь со смартфоном через Bluetooth Low Energy (BLE) и работающих под управлением операционной системы Android 8. Утверждается, что «Волна» сможет обеспечить безопасную оплату даже при отсутствии интернета. Как достоинство рекламируется возможность проведения транзакций при значительном удалении смартфона от терминала.  
Технология не потребует отдельного приложения для смартфона, предполагается, что она будет интегрирована в банковские приложения путём использования предоставленного НСПК SDK.
Механизм работы Волны подразумевает передачу по Bluetooth платёжной QR-ссылки и последующее проведение оплаты по ней через Систему быстрых платежей.
Массовое внедрение технологии запланировано на 2026 год, начало тестовой реализации — на 2025. О готовности присоединиться к её тестированию заявили банки «Дом. РФ», «Новиком» и «Зенит» и другие — всего около 20 кредитных организаций. При этом, в июне 2025 года руководитель Центра мобильных платежей НСПК Екатерина Аккузина заявила РБК, что ЦБ РФ не имеет планов обязывать российские банки использовать эту технологию.
По состоянию на июнь 2025 в пилотном проекте системы участвовали банки ВТБ, МКБ, Промсвязьбанк, банковская группа «Синара», банк «Центр-инвест».
В августе 2025 года все платёжные терминалы Сбера начали показывать завуалированный анонс системы - надпись "скоро тут будет оплата айфоном".

## Аналоги
В ноябре 2024 года представители Сбера заявили о планах запустить аналогичный, но свой собственный сервис оплаты по Bluetooth во второй половине 2025 года.

## Критика
Критические отзывы о технологии, в частности, указывают на то, что её массовое внедрение потребует замены имеющегося в России парка из 5-6 млн. POS-терминалов, которые, в основном, не поддерживают технологию Bluetooth. В то же время представители Сбер утверждают, что в их POS-терминалах поддержка этой технологии уже обеспечивается.
Утверждается, также, что более дальний, по сравнению с технологией NFC, используемой в Google Pay и Apple Pay радиус действия технологии BLE может создать проблемы с безопасностью из-за возможности перехвата сигнала. Но представители НСПК указали на это, что проведение платежа потребует дополнительного подтверждения при помощи Touch ID или Face ID, и, поэтому, данная проблема стоять не будет.
Также, в качестве одной из причин возможной слабой поддержки системы рынком назывались её малая востребованность в случае возвращения Apple Pay на российский рынок и проблемы с обновлением платёжного ПО через AppStore в условиях санкций.